# 北大道站
北大道站（英語：North Avenue station）為巴爾的摩輕軌的車站之一。本站位於北大道，靠近83號州際公路的交流道處。鄰近有巴爾的摩路面電車博物館。於巴爾的摩輕軌進行雙軌化工程期間，其北段路線暫時封閉，本站即為輕軌營運的北端終點。目前偶爾也有列車是以本站為終點。
本站停車場有37個車位供通勤旅客使用。
13號線巴士行經本站。

## 凶殺案
2006年11月7日，一位17歲女性在北大街站下車時遭到殺害，引起大眾對於輕軌安全的重視。有兩名青少年因試圖搶劫本案受害者與其兄弟而被起訴。其中16歲的女性嫌犯被判於成人監獄監禁25年，15歲的男性嫌犯則由成人法庭移交少年法庭審理。

## 外部連結
- Schedules
- Station from Google Maps Street View